# Enis Bardhi
Enis Bardhi (maced. Енис Барди, Enis Bardi; ur. 2 lipca 1995 w Skopju) – północnomacedoński piłkarz grający na pozycji lewego pomocnika. Od 2022 jest zawodnikiem klubu Trabzonsporu.

## Kariera piłkarska
Swoją karierę piłkarską Bardhi rozpoczął w klubie FK Shkupi. W 2013 roku trafił do Danii i trenował w juniorach klubu Brøndby IF. W 2014 roku przeszedł do szwedzkiego klubu KSF Prespa Birlik z Malmö. Grał w nim w Division 2 (IV poziom rozgrywkowy).
W sierpniu 2014 Bardhi został zawodnikiem węgierskiego klubu Újpest FC. W węgierskiej pierwszej lidze zadebiutował 14 września 2014 w przegranym 0:2 wyjazdowym meczu z Videotonem. W maju 2016 wystąpił w przegranym 0:1 finale Pucharu Węgier z Ferencvárosi TC.
| Sezon   | Klub              | Kraj      | Rozgrywki        | Mecze | Gole |
| ------- | ----------------- | --------- | ---------------- | ----- | ---- |
| 2014    | KSF Prespa Birlik | Szwecja   | Division 2       | 10    | 5    |
| 2014/15 | Újpest FC         | Węgry     | NB I             | 21    | 2    |
| 2015/16 | Újpest FC         | Węgry     | NB I             | 29    | 6    |
| 2016/17 | Újpest FC         | Węgry     | NB I             | 29    | 12   |
| 2017/18 | Levante UD        | Hiszpania | Primera División | 26    | 9    |
| 2018/19 | Levante UD        | Hiszpania | Primera División | 36    | 3    |

## Kariera reprezentacyjna
W reprezentacji Macedonii Bardhi zadebiutował 27 marca 2015 roku w przegranym 1:2 meczu eliminacji do Euro 2016 z Białorusią, rozegranym w Skopju. W 31. minucie tego meczu zmienił Artima Polożaniego.